# Нарвик
Нарвик (норв. Narvik) је значајан град у Норвешкој. Град је у оквиру покрајине Северне Норвешке и трећи је по величини град округа Нордланд. Град је и најважнија лука северне Норвешке. Има статус града од 1902.

## Географија
Град Нарвик се налази у северном делу Норвешке. Од главног града Осла град је удаљен 1.400 km северно од града.
Рељеф: Нарвик се налази на северозападној обали Скандинавског полуострва. Град се развио уз Отски фјорд. Град са истока окружују планине, које се стрмо уздижу из приобаља. Сходно томе, надморска висина града иде од 0 до 150 м надморске висине.
Клима: Клима у Нарвику је континентална са истовременим утицајем и Атлантика и Голфске струје и Арктика. Она је много оштрија него у већем делу Норвешке јужно, али је и знатно блажа од других подручја на сличној географској ширини (200 km унутар поларног круга). Просечна годишња температура је 3,8 °C (од -4,1 °C у јануару до 13,4 °C у јулу).
Воде: Нарвик се развио као морска лука на обали Отског фјорда, залива Северног мора. Залив није отворен ка мору, већ се ту налази више малих полуострва и острва. Климатске прилике утичу на то да је Нарвик лука која је целе године без леда, што је од велике важности, јер се она користи за превоз руда из рудника са севера Норвешке и Шведске, са којима је град повезан железницом.

## Историја
Први трагови насељавања на месту данашњег Нарвика јављају се у доба праисторије, али савременог насеља није било све до 1870-их година. Тада се јавља потреба за стварањем битнијег насеља у датом подручју. Заправо, развој рударства у северној Шведској, на оближњем потезу Кируна-Јеливаре, узроковао је потребу за развојем луке за извоз руке гвожђа.
Уз луку се убрзо зачело и насеље Нарвик, које је брзо напредовало, па је добило градска права 1902. године. Следећих деценија град доживљава процват на свим пољима.
Током петогодишње окупације Норвешке (1940—45) од стране Трећег рајха Нарвик и његово становништво су веома страдали, посебно на почетку рата, током освајања Норвешке од стране Трећег рајха. Тада се десила прва и друга битка код Нарвика, као одсудна битка за запоседање земље, када је град тешко страдао бомбардовањем од стране Луфтвафеа.

## Становништво
Данас Нарвик са предграђима има око 14 хиљада у градским границама и близу 18 хиљада у подручју општине. Последњих година број становника у граду се смањује по годишњој стопи од преко 0,2%.

## Привреда
Привреда Нарвика се заснива на лучким делатностима, путем које се врши значајан део извоза из северног дела оближње Шведске. Последњих деценија значај туризма, трговине, пословања и услуга је све већи.

## Збирка слика
- Нарвик и планине
- Главни трг
- Главна градска црква
- Споменик Бици код Нарвика